# Barne- og likestillingsdepartementet
Barne- og likestillingsdepartementet er et norsk ministerium, der blev oprettet den 1. januar 2006. Fra 1. januar 2010 hed ministeriet dog Barne-, likestillings- og inkluderingsdepartementet.
Det forventes, at ministeriet i foråret 2016 igen kommer til at hedde Barne- og likestillingsdepartementet.

## Ministeriets opgaver
Ministeriet har ansvaret for børns og unges opvækst- og levekår, familie og samliv, kønnenes ligestilling, antidiskriminering og forbrugerinteresser.
Det politiske ansvar for integration og inklusion blev overført til Sylvi Listhaug (FrP), da hun blev Indvandrings- og integrationsminister den 16. december 2015. Det forventes, at Barne- og likestillingsdepartementet afgiver det administrative ansvar for integration i løbet af 2016.

## Børne- og ligetillingsministre
- 2005 – 2007: Karita Bekkemellem (Ap).
- 2007 – 2008: Manuela Ramin-Osmundsen (Ap).
- 15. – 29. februar 2008: Trond Giske (Ap) (konstitueret).
- 2008 – 2009: Anniken Huitfeldt (Ap).
- 2009 – 2012: Audun Lysbakken (SV).
- 5. – 23. marts 2012: Kristin Halvorsen (SV) (konstitueret).
- 2012 – 2013: Inga Marte Thorkildsen (SV).
- 2013 – 2018: Solveig Horne (FrP).
- 2018 – 2019: Linda Hofstad Helleland (Høyre).
- 2019 – 2021: Kjell Ingolf Ropstad (KrF)
- 2021: Olaug Bollestad (KrF)
- 2021 – nu: Kjersti Toppe (Sp)